# Aydın Örs
Aydın Örs (Ankara, 23 luglio 1946) è un ex cestista e allenatore di pallacanestro turco.

## Palmarès

### Allenatore
- Campionato turco: 6

Efes Pilsen: 1991-92, 1992-93, 1993-94, 1995-96, 1996-97
Fenerbahçe Ülker: 2006-07
- Coppa di Turchia: 4

Efes Pilsen: 1994, 1996, 1997, 1998
- Coppa del Presidente: 4

Efes Pilsen: 1992, 1993, 1996, 1998
- Coppa Korać: 1

Efes Pilsen: 1995-96